# Sofja Tolstaja

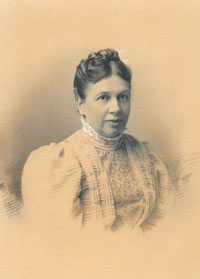
Sofja Tolstaja

Sofja Andrejevna Tolstaja (Russisch: Со́фья Андре́евна Толста́я) (Moskou, 3 september 1844 - Jasnaja Poljana, 4 november 1919), geboren Behrs (Russisch: Берс), was een Russisch schrijfster. Ze was bijna vijftig jaar gehuwd met de grote Russische schrijver Leo Tolstoj.

## Leven en werk

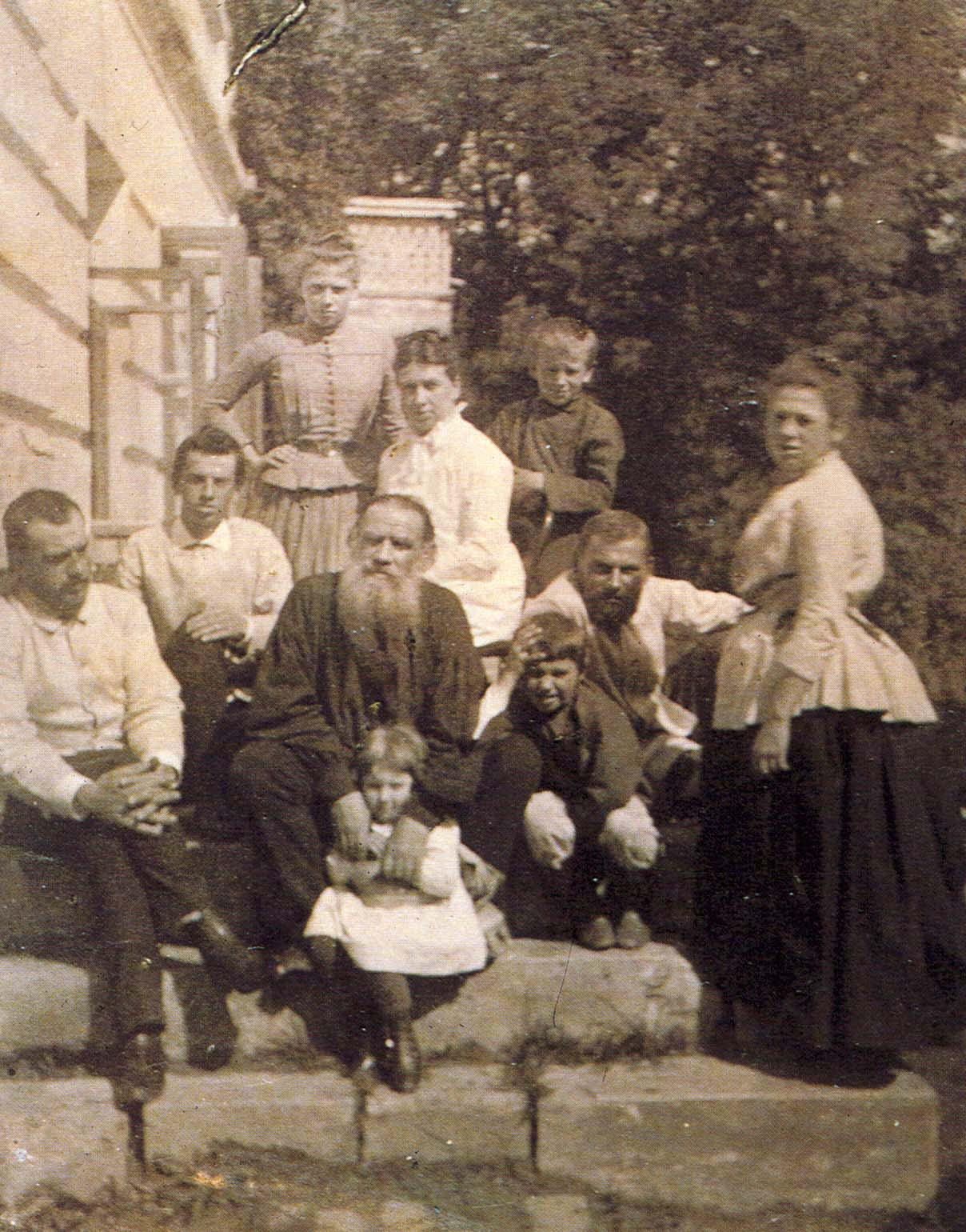
Familieportret uit 1887

Sofga Andrejevna Behrs was de dochter van een arts die werkte in het Kremlin. De familie Behrs was van Pruisische komaf.
Op haar achttiende werd Sofja het hof gemaakt door de zestien jaar oudere graaf Leo Tolstoj. Twee jaar later traden ze in het huwelijk.

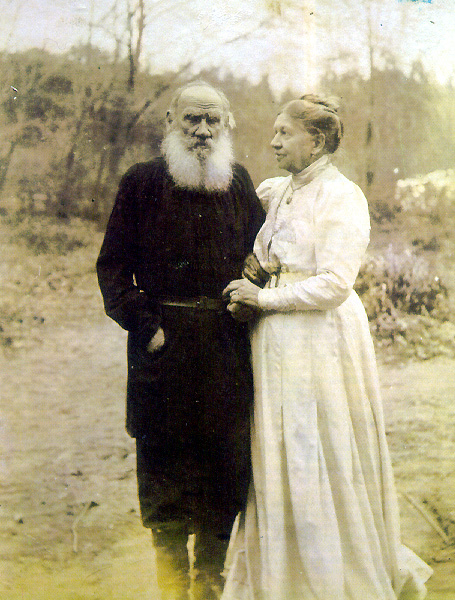
Het echtpaar in 1910

Sofja Tolstaja werd zestien keer zwanger; slechts acht van haar kinderen bereikten de volwassen leeftijd. Ze was een toegewijde huisvrouw. Met engelengeduld schreef zij Tolstojs manuscripten over. Maar ondanks haar monumentale dienstbaarheid was Sofja een sterke persoonlijkheid, gevoelig, artistiek. Zij schreef zelf een roman, een novelle, enkele verhalen, memoires en een dagboek. Haar dagboek verscheen in Nederland in de reeks Privé-domein. Hierin toont zij zich vol bewondering voor Tolstojs werk, maar zet zij ook al hun meningsverschillen uiteen. Zij had een wisselvallige, impulsieve aard, die wordt weerspiegeld in dit ego-document.
Tolstaja's enige novelle, Een zuivere liefde werd geschreven in 1893 maar pas in 1994 voor het eerst gepubliceerd, 75 jaar na haar dood. Het boek is te zien als een antwoord op Tolstojs novelle De Kreutzersonate, waarin ze door haar man als een verleidster wordt neergezet. Zelf beschrijft ze hoe de hooggestemde idealen van de vrouwelijke hoofdpersoon verwoest worden op het moment dat ze trouwt met een twee keer zo oude, jaloerse vorst.
Haar roman Lied zonder woorden, geschreven tussen 1897 en 1910, verscheen pas in 2010. Ook dit boek verhaalt over een ongelukkig getrouwde vrouw.
Sofja Tolstaja was een enthousiast amateurfotografe en legde een grote verzameling familiefoto's aan. Ze overleed in 1919, negen jaar na de dood van haar man.